# Genetta angolensis
Genetta angolensis là một loài động vật có vú trong họ Cầy, bộ Ăn thịt. Loài này được Bocage mô tả năm 1882.